# Sancey-le-Grand
Sancey-le-Grand és un municipi francès situat al departament del Doubs i a la regió de Borgonya - Franc Comtat. L'any 2007 tenia 1.003 habitants.

## Demografia

### Població
El 2007 la població de fet de Sancey-le-Grand era de 1.003 persones. Hi havia 444 famílies de les quals 144 eren unipersonals (56 homes vivint sols i 88 dones vivint soles), 140 parelles sense fills, 128 parelles amb fills i 32 famílies monoparentals amb fills.
La població ha evolucionat segons el següent gràfic:
Habitants censats

### Habitatges
El 2007 hi havia 509 habitatges, 440 eren l'habitatge principal de la família, 41 eren segones residències i 29 estaven desocupats. 365 eren cases i 128 eren apartaments. Dels 440 habitatges principals, 273 estaven ocupats pels seus propietaris, 151 estaven llogats i ocupats pels llogaters i 16 estaven cedits a títol gratuït; 21 tenien una cambra, 13 en tenien dues, 50 en tenien tres, 105 en tenien quatre i 251 en tenien cinc o més. 361 habitatges disposaven pel capbaix d'una plaça de pàrquing. A 210 habitatges hi havia un automòbil i a 166 n'hi havia dos o més.

### Piràmide de població
La piràmide de població per edats i sexe el 2009 era:
| Homes | Edats   | Dones |
| ----- | ------- | ----- |
| 0     | 95 o +  | 0     |
| 0     | 90 a 94 | 4     |
| 16    | 85 a 89 | 36    |
| 4     | 80 a 84 | 8     |
| 20    | 75 a 79 | 20    |
| 12    | 70 a 74 | 8     |
| 12    | 65 a 69 | 24    |
| 24    | 60 a 64 | 20    |
| 16    | 55 a 59 | 28    |
| 52    | 50 a 54 | 48    |
| 56    | 45 a 49 | 44    |
| 28    | 40 a 44 | 28    |
| 48    | 35 a 39 | 24    |
| 36    | 30 a 34 | 64    |
| 28    | 25 a 29 | 12    |
| 24    | 20 a 24 | 8     |
| 36    | 15 a 19 | 44    |
| 32    | 10 a 14 | 16    |
| 52    | 5 a 9   | 24    |
| 48    | 0 a 4   | 16    |

## Economia
El 2007 la població en edat de treballar era de 613 persones, 464 eren actives i 149 eren inactives. De les 464 persones actives 426 estaven ocupades (236 homes i 190 dones) i 38 estaven aturades (9 homes i 29 dones). De les 149 persones inactives 64 estaven jubilades, 30 estaven estudiant i 55 estaven classificades com a «altres inactius».

### Ingressos
El 2009 a Sancey-le-Grand hi havia 427 unitats fiscals que integraven 1.009,5 persones, la mediana anual d'ingressos fiscals per persona era de 15.095 €.

### Activitats econòmiques
Dels 61 establiments que hi havia el 2007, 1 era d'una empresa extractiva, 1 d'una empresa alimentària, 1 d'una empresa de fabricació de material elèctric, 5 d'empreses de fabricació d'altres productes industrials, 9 d'empreses de construcció, 18 d'empreses de comerç i reparació d'automòbils, 3 d'empreses de transport, 3 d'empreses d'hostatgeria i restauració, 2 d'empreses financeres, 1 d'una empresa immobiliària, 6 d'empreses de serveis, 7 d'entitats de l'administració pública i 4 d'empreses classificades com a «altres activitats de serveis».
Dels 27 establiments de servei als particulars que hi havia el 2009, 1 era una gendarmeria, 1 oficina de correu, 2 oficines bancàries, 1 funerària, 4 tallers de reparació d'automòbils i de material agrícola, 1 paleta, 4 fusteries, 2 lampisteries, 1 electricista, 1 empresa de construcció, 3 perruqueries, 3 veterinaris i 3 restaurants.
Dels 9 establiments comercials que hi havia el 2009, 1 era una botiga de més de 120 m², 1 una botiga de menys de 120 m², 2 carnisseries, 1 una peixateria, 1 una botiga de mobles, 2 drogueries i 1 una joieria.
L'any 2000 a Sancey-le-Grand hi havia 20 explotacions agrícoles que ocupaven un total de 1.072 hectàrees.

## Equipaments sanitaris i escolars
El 2009 hi havia 1 centre de salut, 1 farmàcia i 1 ambulància.
El 2009 hi havia una escola elemental. Sancey-le-Grand disposava de 2 col·legis d'educació secundària amb 259 alumnes.

## Poblacions properes
El següent diagrama mostra les poblacions més properes.